# Звезда эпохи
«Звезда эпохи» — российский телесериал, основанный на романе Натальи Пушновой «Валентина Серова. Круг отчуждения». Проект содержит многочисленные аллюзии на личную жизнь и творчество актрисы Валентины Серовой, оставаясь при этом, по утверждению продюсера Юрия Мацюка, в границах художественного произведения, допускающего творческий домысел. На основании этого и по требованию родственников некоторых исторических персон, фигурирующих в сериале, их подлинные фамилии были заменены на созвучные.

## Сюжет
Немолодая, страдающая болезненным пристрастием к алкоголю женщина, в прошлом — популярная актриса кино и театра Валентина Седова вспоминает проходящую жизнь. С детства девочка мечтала стать актрисой, как и её мать. Несколько повзрослев, она поступает в театральную студию, играет на сцене Театра рабочей молодёжи. Постепенно к ней приходит слава. Она знакомится и вскоре выходит замуж за лётчика-орденоносца, героя войны в Испании Анатолия Седова. Однако через год пилот гибнет во время испытательного полёта. Валентина вновь выходит замуж — за литератора Константина Семёнова. Брак двух известных и публичных людей не был счастливым и сопровождался неоднократными ссорами. Вскоре после начала войны актриса заводит краткосрочный роман с маршалом Родоновским. После завершения войны семейные отношения Седовой с Семёновым продолжают ухудшаться. К концу 1950-х годов супруги разводятся. Валентина начинает крепко выпивать и постепенно теряет все свои социальные связи.

## В ролях
- Марина Александрова — Валентина Седова, дочь Василия Васильевича и Клавдии Михайловны, вдова Анатолия Седова, третья жена Константина Семёнова, мать Толи и Маши, актриса
- Александр Домогаров — Константин Семёнов, второй муж Валентины Седовой, отец Маши, отчим Толи, поэт
- Виктор Раков — Василий Васильевич Плавников, муж Клавдии Михайловны, отец Валентины, дедушка Толи и Маши
- Любовь Полищук — Клавдия Михайловна Плавникова, жена Василия Васильевича, мать Валентины, бабушка Толи и Маши
- Сергей Жигунов — Анатолий Седов, первый муж Валентины Седовой, отец Толи, лётчик
- Армен Джигарханян — Сталин
- Виктор Сухоруков — Хрущёв
- Владимир Щербаков — Берия
- Михаил Ульянов — Жуков, маршал
- Игорь Лагутин — Константин Родоновский, маршал (прототип — Константин Рокоссовский)
- Александр Феклистов — Вячеслав Молотов
- Арнис Лицитис — Риббентроп
- Сергей Николаев — Георгий Маленков
- Юрий Шлыков — Виктор Абакумов, генерал
- Александр Кузнецов — Анатолий Ляпидевский, лётчик
- Игорь Марычев — Андрей Жданов
- Георгий Назаренко — Михаил Калинин
- Алексей Колган — Щербаков
- Андрей Межулис — Давид Ортенберг, писатель, генерал-майор
- Даниил Спиваковский — Павел Шпрингфельд, актёр
- Татьяна Васильева — Фаина Раневская, актриса
- Оксана Мысина — Серафима Бирман, актриса
- Валентин Смирнитский — Алексей Дикий, актёр
- Евгений Князев — Илья Яковлевич Судаков, режиссёр ТРАМа и руководитель театрального училища
- Аристарх Ливанов — Иван Берсенёв, режиссёр
- Леонид Кулагин — Иван Бунин, писатель
- Леонид Лютвинский — Вениамин Каверин, писатель
- Андрей Анкудинов — Алексей Сурков, поэт
- Борис Щербаков — Александр Фадеев, писатель
- Ярослав Бойко — Борис Горбатов, писатель
- Вячеслав Шалевич — Илья Эренбург, писатель
- Михаил Грушевский — Никита Богословский, композитор
- Владимир Долинский — Семён
- Сергей Никоненко — Володя
- Олег Шкловский — Арчибальд
- Алефтина Евдокимова — Людмила Александровна Чубарова, мать поэта
- Ольга Прихватыло — соседка
- Илья Древнов — Василий Сталин

## Производство
Первоначально роль маршала Жукова хотел сыграть Владимир Меньшов, но режиссёр сериала Юрий Кара посчитал, что «все зрители привыкли к Михаилу Ульянову в этом образе». Жукова снова желал сыграть и сам актёр, так как, по его мнению, после роли криминального авторитета в фильме «Антикиллер» (2002) на него обиделись ветераны войны.

## Историческое несоответствие
Родственники некоторых персон, аллюзии на которых присутствуют в сериале, неоднократно публично выражали свой протест против использования в фильме непроверенных слухов и домыслов, порочащих честь и достоинство их близких. Например, внук маршала Рокоссовского Константин опроверг существование романа между его дедом и Валентиной Серовой ещё до выхода фильма. Он подтверждает факт знакомства маршала и актрисы, а также единственный совместный визит в театр, который, вероятно, и породил слухи об их близости. Правнучка Рокоссовского — Ариадна Рокоссовская, повторяя доводы своего отца о верности Рокоссовского своей семье (которая не пропала без вести по версии сериала, а находилась по известному всем адресу в эвакуации), дополнительно комментирует несоответствие реалиям экранных образов Сталина, Берии, Жукова. Сын Константина Симонова Алексей подготовил 16 страниц замечаний к сценарию, а его сестра Мария — 12, которые так и не были учтены создателями фильма. Мария Симонова заявила следующее:

В фильме всё неправда. И отношения с Симоновым и с Рокоссовским, с которым у неё не было романа, и последние годы её жизни, когда она якобы побиралась. Унижена женщина, которой нет в живых, и она ничего не может ответить. И я Каре этого никогда не прощу.
 От судебных исков к создателям сериала все родственники отказались, не желая создавать ему дополнительную рекламу.

## Критика
Обозреватель газеты «Комсомольская правда» Лариса Хавкина, назвав сериал «бездарным», главные претензии адресовала подбору актёров и, в первую очередь, обозначила несоответствие мастерства Марины Александровой таланту Валентины Серовой. По словам Анны Качкаевой («Радио „Свобода“»), сериал получился «примитивно пошлым», по мнению Ирины Петровской (газета «Известия») — «развесистой клюквой, оскорбительной для памяти реальных героев». Автор того же издания Александр Колобовский считает, что «добрый и мудрый дедушка Иосиф Виссарионович в сусальном сериале „Звезда эпохи“ — даже не обожествление, а умиление душевной теплотой вождя, многократно усиленное обаянием Армена Джигарханяна».